# Jenny (Suriname)
Jenny é uma cidade do Suriname, localizada no distrito de Coronie, ao nível do mar.